# VU&ID
VU&ID was een politiek samenwerkingsverband tussen de Vlaams-nationalistische Volksunie en de door Bert Anciaux in 1997 opgerichte politieke vernieuwingsbeweging iD21.

## Geschiedenis
Het samenwerkingsverband kwam bij de verkiezingen in 1999 op als één kieslijst en stapte na de verkiezingsoverwinning in de Vlaamse regering Dewael. De overige coalitiepartners waren VLD, de SP en Agalev. De samenwerking bestond tot aan de scheuring van de Volksunie in 2001.
Het samenwerkingsverband was (net als iD21 zelf) een geesteskind van Bert Anciaux. Na de verkiezingen van 1999 stond een steeds grotere groep in de Volksunie, waaronder de nieuwe partijvoorzitter Geert Bourgeois, sceptisch ten aanzien van iD21 als zelfstandige beweging en wenste op termijn een volledig versmelting met de partij of anders een scheiding van de wegen. De samenwerkingskwestie heeft de onderhuids reeds aan de gang zijnde discussie over de politieke koers die de Volksunie moest varen verscherpt en zo bijgedragen aan het uit elkaar vallen van de partij.